# Klínový vrch (Góry Złote)
Klínový vrch – wzniesienie o wysokości 891 m n.p.m. w Górach Złotych w Sudetach Wschodnich, wznoszące się przy granicznym grzbiecie, oddzielającym Polskę od Czech.

## Położenie
Wzniesienie w Czechach w Sudetach Wschodnich, w południowo-zachodniej części Gór Złotych, przy granicznym grzbiecie odchodzącym w kierunku północno-zachodnim od Smreka. Wznosi się między Pasieczną, po północno-zachodniej stronie i wzniesieniem Karkulka czes. Klínový po południowo-zachodniej stronie, około 1,8 km, na południowy wschód od małej wioski Bielice.

## Fizjografia
Wzniesienie o spłaszczonym słabo zarysowanym wierzchołku charakteryzujące się dość stromym wschodnim, północnym i północno-wschodnim zboczem, regularną rzeźbą i ukształtowaniem, stanowi boczną kulminacją na północno-zachodnim zboczu masywu Smreka Trójkrajnego. Wznosi się na garbie odchodzącym od grzbietu granicznego na kilkaset metrów w kierunku północno-wschodnim, od którego oddzielone jest minimalnym prawie niezauważalnym obniżeniem. Zbocze wschodnie dość stromo opada w kierunku doliny potoku czes. Stříbrný potok. Grzbietowe zbocze południowo-zachodnie łagodnie opada do niewielkiego siodła i przechodzi w zbocze bliźniaczego wyższego o 14 m. wzniesienia Karkulka (905 m n.p.m.), w kierunku północnym opada stromo do doliny bezimiennego potoku.  Po stronie północno-wschodniej wzniesienie jest wyraźnie wydzielone dobrze wykształconymi dolinami potoków, od strony południowej doliną potoku  czes. Stříbrný potok' a od strony północnej doliną bezimiennego potoku lewego dopływu potoku czes. Stříbrný potok. Wzniesienie położone na dziale wodnym, w całości zbudowane ze skał metamorficznych głównie z gnejsów gierałtowskich oraz łupków krystalicznych. Na zboczach wzniesienia pośród drzew występują pojedyncze kamienie.. Wzniesienie w całości porośnięte naturalnym lasem mieszanym regla dolnego, a w partiach szczytowych świerkowym. Położenie wzniesienia, kształt oraz niewyraźny szczyt gubiący się na tle wyższych wzniesień czynią wzniesienie nierozpoznawalnym w terenie.

## Inne
- Szczyt należy do jednych z najbardziej omijanych szczytów w Górach Złotych.
- W odległości 330 m. na południowy zachód od szczytu stoi znak graniczny nr III/39/1.
- Wzniesienie pod koniec XX wieku dotknęły zniszczenia wywołane katastrofą ekologiczną w Sudetach.

## Turystyka
Przez szczyt nie prowadzi szlak turystyczny.
- Do szczytu dochodzi się od Bielic zielonym szlakiem potem wzdłuż granicy państwa wąskim pasem pozbawionym drzew dochodzi się do wzniesienia Karkulka  czes. Klínový. Szczyt położony jest 333 m. Na północny wschód od Karkulki[2].